# Ruská avantgarda

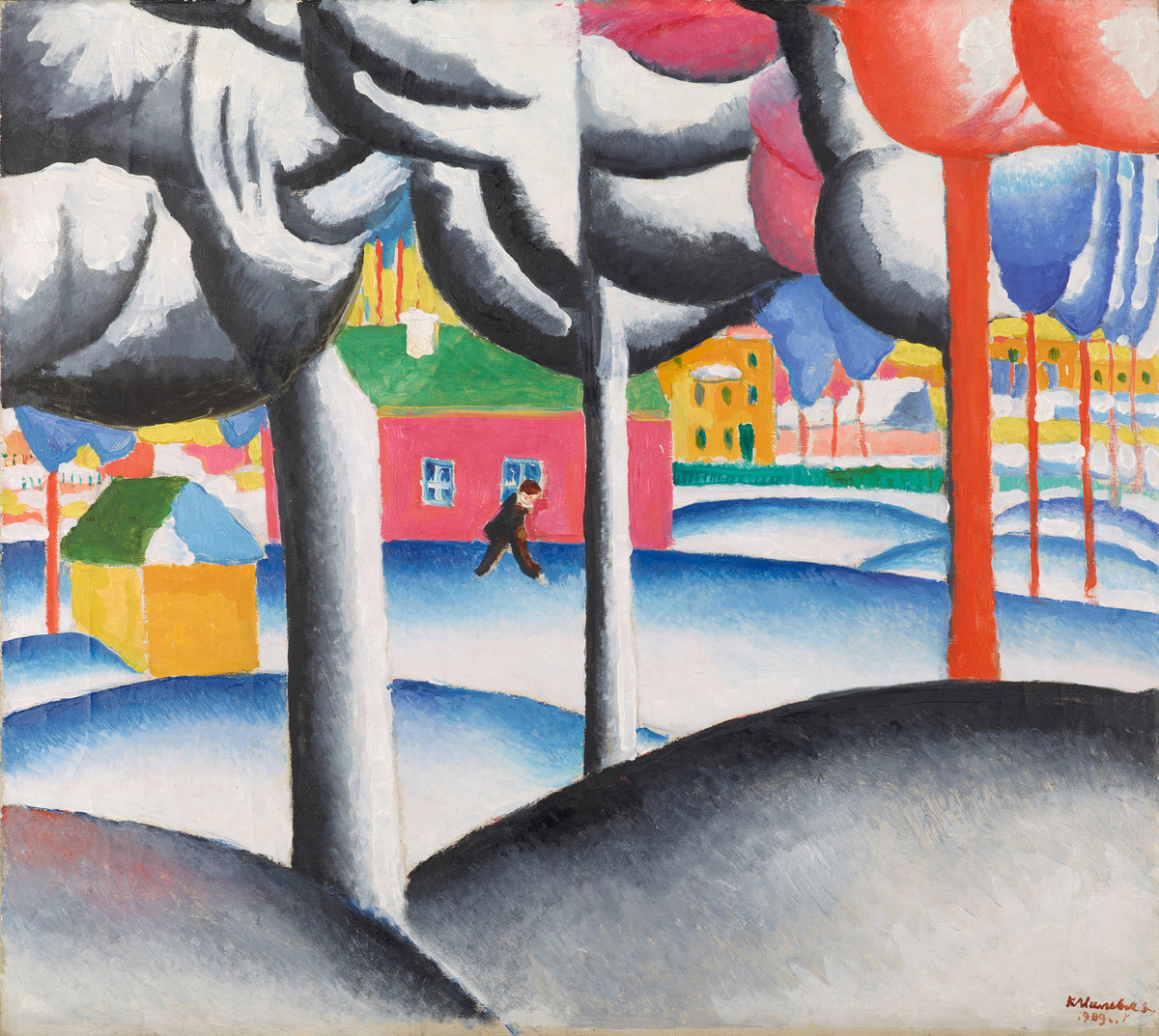
Suprematismus – krajinka Zima od Kazimira Maleviče

Jako ruská avantgarda se označuje umělecká epocha v Rusku, která se vyvinula mezi lety 1905-1934. Patří do ní výtvarné umění, literatura, hudba a scénografie, figurální a plakátová tvorba. Podle ruského zdroje avantgarda v Rusku vznikla v roce 1900 a její představitelé tvořili přibližně do roku 1930, vrcholná etapa se datuje do období 1914—1922.
Hlavními směry a vedoucími představiteli ruské avantgardy jsou:
- Abstrakcionismus, představitel: Vasilij Kandinskij
- Suprematismus, představitel: Kazimir Malevič
- Konstruktivismus, představitel: Vladimir Tatlin
- Kubofuturismus (kubismus, futurismus), představitel: Vladimir Majakovskij
- Organický směr, představitel: Michail Matjušin

## Působení žánru
Ruská avantgarda byl proces revoluce a obnovy ve všech odvětvích umění v Rusku. Na jedné straně se orientovala na nejnovější francouzské umělecké objevy, se kterými se identifikovala velmi úzce, společně s ruskou výtvarnou tradicí. Všichni umělci této epochy sjednotili své úsilí do syntézy folklórních prvků, moderních směrů a aktuálních tendencí abstrakce a vytvořili jeden směr. S abstraktním uměním zkoušeli provázat technické výdobytky tehdejší doby. Ze západních vlivů a východních tradic tak povstalo suverénní umění.
Z tohoto těžila celá řada uměleckých proudů jako neoprimitivismus, kubofuturismus, rajonismus, konstruktivismus a analytické umění, projekcionismus a kosmismus. Jedním z nejdůležitějších událostí této epochy byla výstava „Karo-Bube“ od prosince 1910 do ledna 1911 instalovaná členy stejnojmenné umělecké skupiny. Výstava vznikla díky umělcům jako Aristarch Lentulov, Michail Larionov, Kazimir Malevič a Natálie Gončarovová.
V roce 1912 následovala výstava avantgardistů „Oslův ocas“.
Tento umělecký proud byl zpočátku bolševickou kulturní politikou podporován. Suprematismus, Malevičův objev, se stal krátce po Říjnové revoluci v roce 1917 prostředkem masové agitace. Malevič a El Lisickij byli povoláni na učitelská místa na Moskevské vysokou školu uměleckou. Ruští avantgardisté sestávali z nové komunistické „elity“.

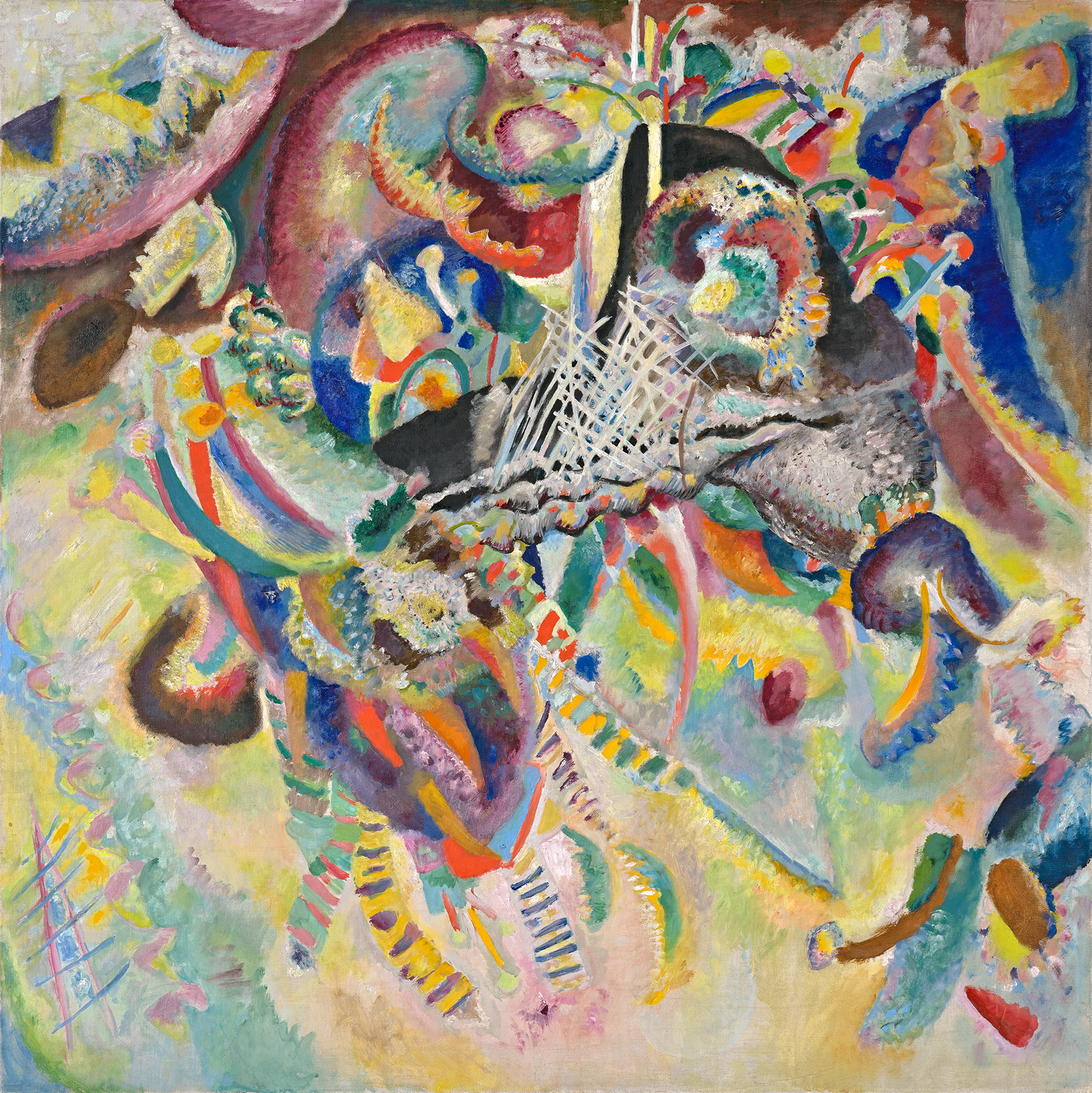
Fuga – Vasilij Kandinskij

3. dubna 1921 bylo v Petrohradě otevřeno „Muzeum pro uměleckou kulturu“, kde bylo publiku představeno 257 prací 69 umělců. Jeho organizační záměr sestával z toho, co nakonec darovali sami umělci muzeu. Podle jejich návrhů měla být utvořena novelizace dějin umění. Všechny vedoucí postavy petrohradské avantgardy se tohoto experimentu účastnily: Vasilij Kandinskij, Vladimir Tatlin, Malevič, Filonov, Matjušin. K nim patří teoretici, kunsthistorici a spisovatelé v čele s Nikolajem Nikolajevičem Puninem. V roce 1924 bylo muzeum po vášnivých roztržkách integrováno do Institutu pro uměleckou kulturu (InchUK). O rok později získal tento institut status státního institutu (GINChUK).
Vliv ruské avantgardy na mladší vývoj západního umění je dnes považován za nesporný. Bez obrazu Černý čtverec na bílém pozadí (1915) Kazimira Maleviče, jeho pozdně suprematické kompozice Bílá na bílé nebo série Černý obraz (1917/18) od Rodčenka a jeho Triptychonu se základními barvami (1921) by byl vývoj umění bez protikladů od Yvese Kleina, Barnetta Newmana nebo Ada Reinhardta nemyslitelný. Také práce amerického Minimal Artu od Donalda Judda a Carla Andreho, které se navrátily k podstatnosti a funkcionalitě dřívějších soch Tatlinových a Rodčenkových.
Po Stalinově nástupu k moci se teoretické kořeny avantgardistů s politickou podporou funkčního umění neslučovaly. Malevič dostal zákaz výstav a publikování. Skladatelé mohli pokračovat jen sbíráním lidové hudby etnik Sovětského svazu. Další umělci odcestovali na Západ. Následovalo centrálně řízené agitační umění, které se označovalo také jako socialistický realismus.

## Výtvarné umění
Nejznámějšími představiteli jsou Marc Chagall, Kandinskij, Rodčenko, Popova a Kazimir Malevič. Během toho, jak Kandinskij hledal duchovno v abstraktním umění, byl Malevič se svou geometrickou formální řečí obrácen spíše k suprematismu. Oba sjednocovalo úsilí vnést jednotu světa v souznění duše a kosmu do díla. Myšlenky teosofie hlavně od Rudolfa Steinera ovlivnily hlavně snažení Kandinského.
Umění ruské avantgardy bylo v časech stalinismu zavrženo, sami umělci se distancovali od jejich dřívějších děl. George Costakis začal od 1946 cíleně díla této epochy ruského umění sbírat. Mnohá díla tak byla zachráněna, část jeho sbírky se nachází ve státní Treťjakovské galerii. Costakis tak učinil ruskou avantgardu známou i na Západě.

### Nejznámější zástupci
- Alexander Archipenko
- Vladimir Baranov-Rossin
- Alexander Bogomazov
- David Burljuk
- Vladimir Burljuk
- Marc Chagall
- Ilja Čašnik
- Aleksandra Ekster
- Robert Falk
- Mojsej Fejgin
- Pavel Filonov
- Artur Fonvizin
- Nina Genke-Meller
- Natalia Gončarovová
- Elena Guro
- Vasilij Kandinskij
- Lazar Chidekel
- Ivan Kliun
- Gustav Klucis
- Pjotr Končalovskij
- Alexander Kuprin
- Sergej Arksentevič Koljada
- Michail Larionov
- Aristarch Lentulov
- El Lisickij
- Kazimir Malevič
- Paul Mansurov
- Ilja Maškov
- Michail Matjušin
- Vadim Meller
- Adolf Milman
- Solomon Nikritin
- Alexander Osmerkin
- Ljubov Popova
- Ivan Puni
- Kliment Redko
- Alexej Remizov
- Alexandr Rodčenko
- Olga Rozanová
- Léopold Survage
- Varvara Stěpanovová

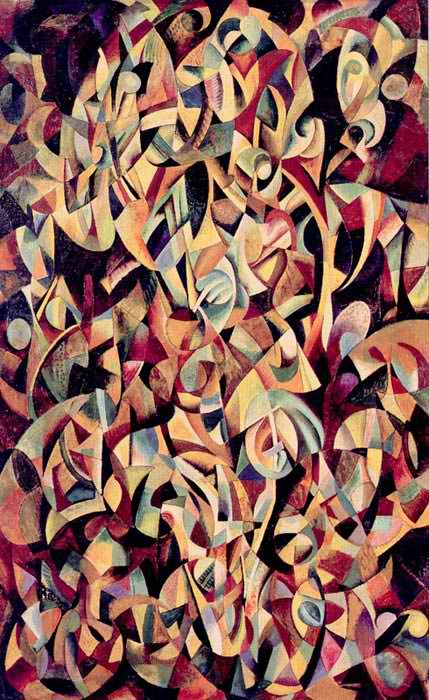
Alexander Rodčenko, Tanec, 1915

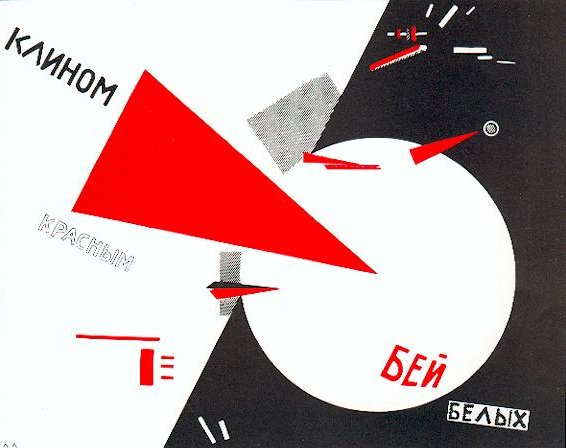
El Lisickij, Klínem rudým bij bílé, 1919, litografie

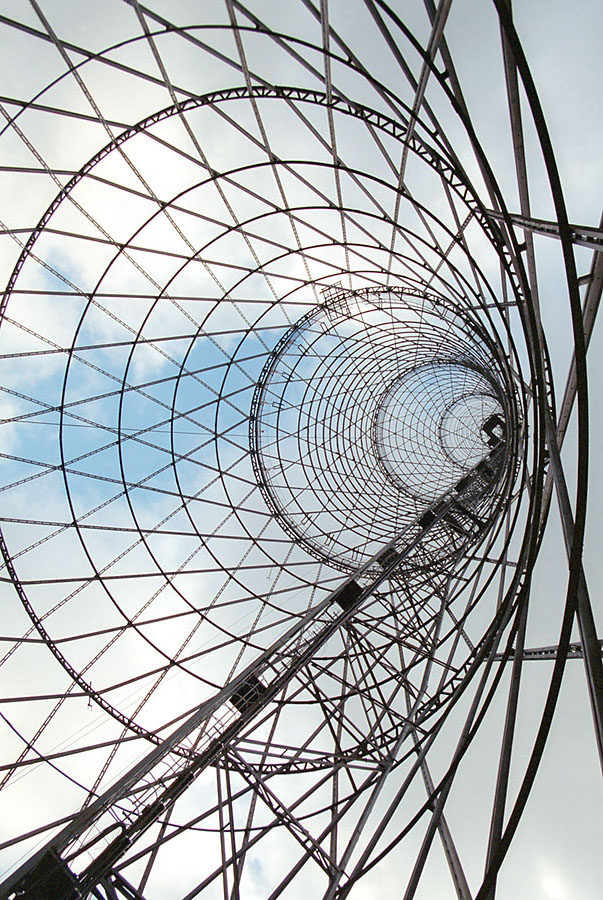
Šuchovova věž, 1922

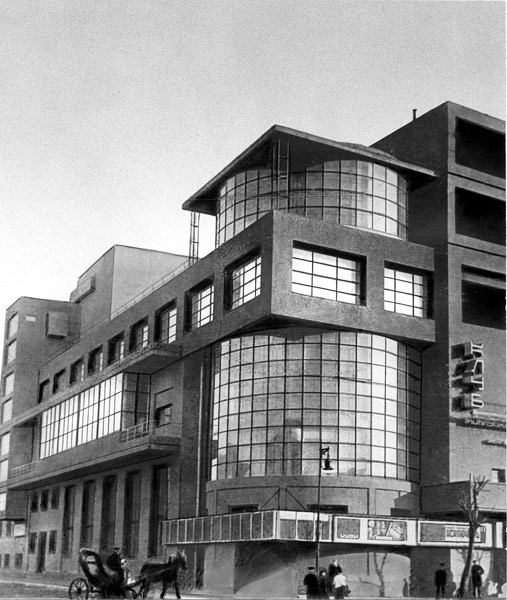
Ilja Golosov, Kulturní dům Zujev, 1926

- bratři Georgij a Vladimir Stenbergovi
- Vladimir Tatlin
- Vasilij Jermilov
- Nadežda Udalcova
- Ilja Zdanevič
- Alexandr Ždanov

### Film
K ruské avantgardě jsou řazeni i filmoví tvůrci jako Dziga Vertov
- Grigorij Aleksandrov
- Boris Barnet
- Alexandr Dovženko
- Sergej Ejzenštejn
- Lev Kulešov
- Jakov Protazanov
- Vsevolod Pudovkin

### Architektura
- Jakov Černichov
- Moisei Ginzburg
- Ilja Golosov
- Ivan Leonidov
- Konstantin Melnikov
- Vladimir Šuchov
- Alexander Vesnin

### Hudba
- Arsenij Michajlovič Avraamov
- Michail Vasiljevič Matjušin
- Samuil Fejnberg
- Arthur Lourié
- Mikhail Matjušin
- Nikolai Metner
- Alexander Mosolov
- Nikolai Mjaskovskij
- Nikolaj Borisovič Obuchov
- Gavriil Popov
- Sergej Prokofjev
- Nikolaj Roslavec
- Leonid Sabanejev
- Alexandr Skrjabin
- Visarion Šebalin
- Dmitrij Šostakovič